# 比利时的博杜安 (1869年—1891年)
比利時的博杜安王子（荷蘭語：Boudewijn van België，1869年6月3日—1891年1月23日），佛蘭德伯爵比利时的菲利普的長子，利奧波德二世的姪子。
在博杜安出生那年的1月，利奧波德二世唯一的兒子利奧波德因肺炎早逝；因此博杜安的誕生被視為王朝延續的希望。然而在1891年，博杜安因流感的併發症去世，年僅21歲。他的弟弟阿爾貝最終在利奧波德二世去世後繼任為國王，即阿爾貝一世。